# Stadtkirche St. Pankratius (Warstein)

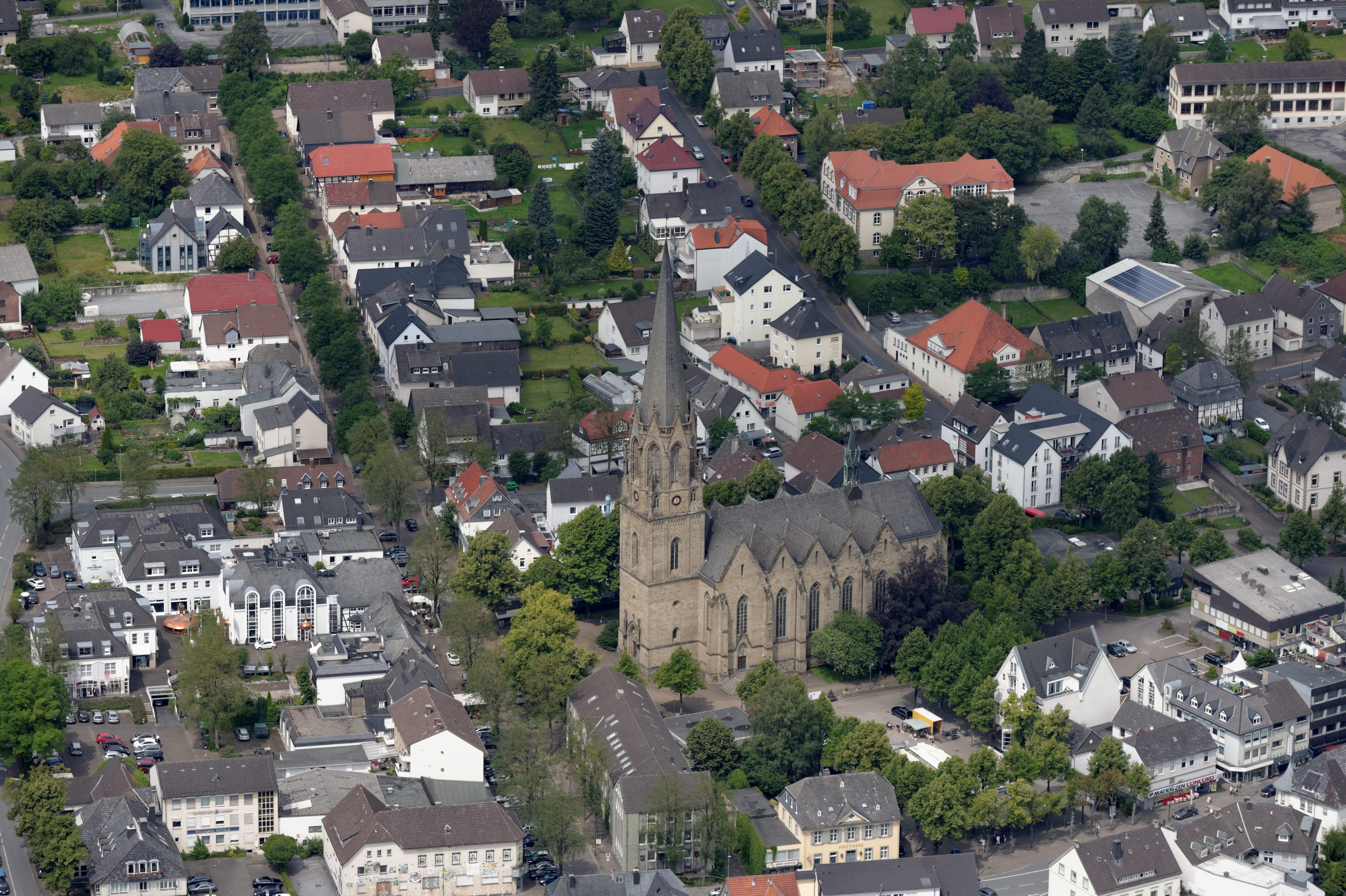
Luftaufnahme (2014)

Die katholische Pfarrkirche St. Pankratius am Markt ist ein denkmalgeschütztes Gebäude der Stadt Warstein im Kreis Soest in Nordrhein-Westfalen.

## Geschichte und Architektur

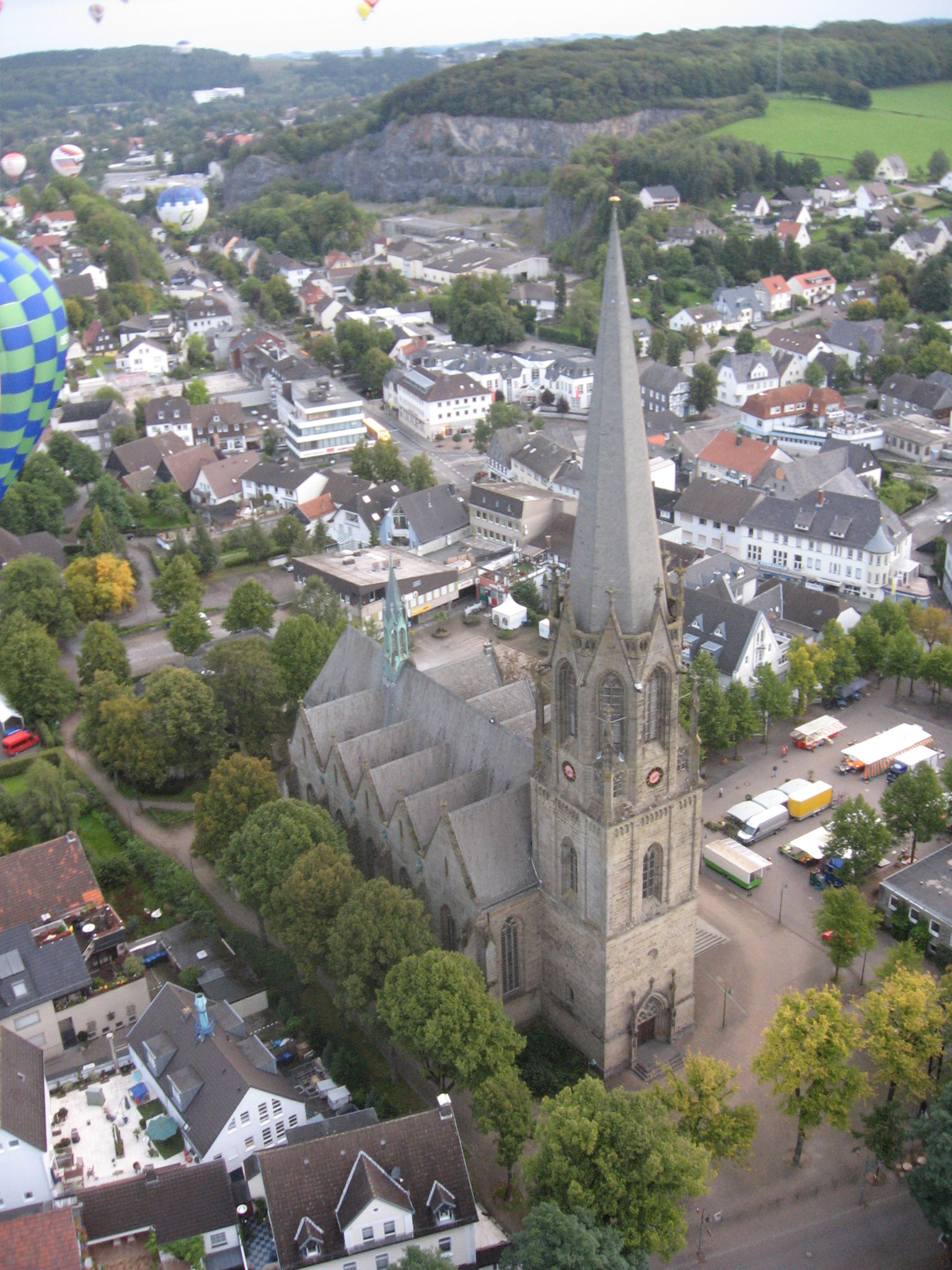
St. Pankratius

Nach dem Stadtbrand vom 31. Dezember 1802 musste sich auf Anordnung der hessischen Landesregierung der Großteil der Bürger im Tal ansiedeln, so dass sich die Frage nach dem Bau einer neuen Kirche stellte. Zunächst blieb die heutige Alte Kirche auf dem Stadtberg Pfarrkirche der Stadt. Verschiedene Überlegungen führten 1839 zur Gründung eines Kirchbaukomitees. Langwierige Verhandlungen über Finanzierung und Entwurf wurden notwendig, bis am 24. August 1853 der Grundstein gelegt wurde. Die erste hl. Messe wurde am 1. November 1857 mit der Benediktion gefeiert. Der Bischof von Paderborn Konrad Martin konsekrierte die Kirche am 26. Mai 1873.
Die von 1852 bis 1857 nach Plänen von Friedrich Heinrich Kronenberg, Conrad Franz Rembert Niermann und Clemens August Hubert Uhlmann errichtete, große, neugotische Hallenkirche mit einem einige Jahre später vollendeten 86 m hohen, schlanken Turm ist ein aus Bruchstein mit Sandsteinverkleidung entstandener Kirchbau mit bestechenden Maßverhältnissen und Einzelformen. Er ist nicht geostet, sondern hat auf Grund seines Untergrunds und seiner Parzellierung einen südlichen Kirchturm und einen nördlichen Chorraum mit Dachreiter. Details wie Fialen, Kreuzblumen, Portalen, Maßwerk an den Fenstern sind Beispiele neugotischer Architektur des 19. Jahrhunderts in Westfalen. Der dreischiffige, fünfjochige Bau öffnet sich einem Chor mit 5/8-Schluss. Ihr heutiges Aussehen erhielt die Kirche nach umfangreichen Renovierungen von 1955 bis 1957, 1972, 1985 sowie zuletzt in 2010. Der Anbau der heutigen Marienkapelle war bis 1958 die östliche Sakristei, eine gleiche westliche Sakristei wurde 1957 durch einen größeren angepassten Neubau ersetzt.

## Ausstattung
Die ursprüngliche Ausstattung aus der Zeit der Erbauung ist in einzelnen Teilen erhalten. Mit der Weihe gelangten auch ältere Ausstattungsstücke der Pfarrei in die neue Pfarrkirche. Die beiden letzten Renovierungen berücksichtigten wiederum wesentliche Stücke der ursprünglichen Ausstattung. 
- Taufstein aus der zweiten Hälfte des 19. Jahrhunderts.
- Darstellungen der Heiligen Pankratius und Sebastian als Kirchenpatrone am Sakramentsaltar wie die vier Kirchenlehrer und die Statuen der Heiligen an den Pfeilern des Mittelschiffes stammen aus der Erbauungszeit.
- Altar aus Marmor mit den Symbolen der vier Evangelisten und eucharistischen Darstellungen von dem Bildhauer Wilhelm Hanebal aus Büderich bei Düsseldorf von 1957. Aus Teilen der Altarplatte wurde 1985 der seitliche Ambo von den Bildhauern Christoph und Michael Winkelmann aus Möhnesee erstellt.
- Neugotisches Chorgestühl
- Triumphkreuz aus dem Beginn des 20. Jahrhunderts.
- Die hohen, schlanken Chorfenster wurden in verschiedenen Jahrzehnten des 19. und 20. Jahrhunderts geschaffen. Das mittlere Chorfenster mit der Darstellung der Auferstehung entstand 1957 durch den Künstler Wilhelm Rengshausen aus Warstein.
- Die Apostelfenster im Kirchenschiff wurden 1906 eingebaut.
- Eine barocke Kreuzigungsgruppe stammt aus dem frühen 18. Jahrhundert, das Kruzifix ist eine Arbeit des Künstlers Stratmann.
- Eine schmerzhafte Mutter im westlichen Seitenschiff stammt aus dem 15. Jahrhundert.
- Altar mit den Statuen der unbefleckt empfangenen Gottesmutter und der hl. Agatha und der hl. Lucia aus der zweiten Hälfte des 18. Jahrhunderts aus den Händen der Bildhauer Adam Destadt und Leonard Falter aus Schmallenberg.
- Liturgische Geräte vom 15. bis 20. Jahrhunderts ergänzen die Ausstattung.[2]

### Orgel

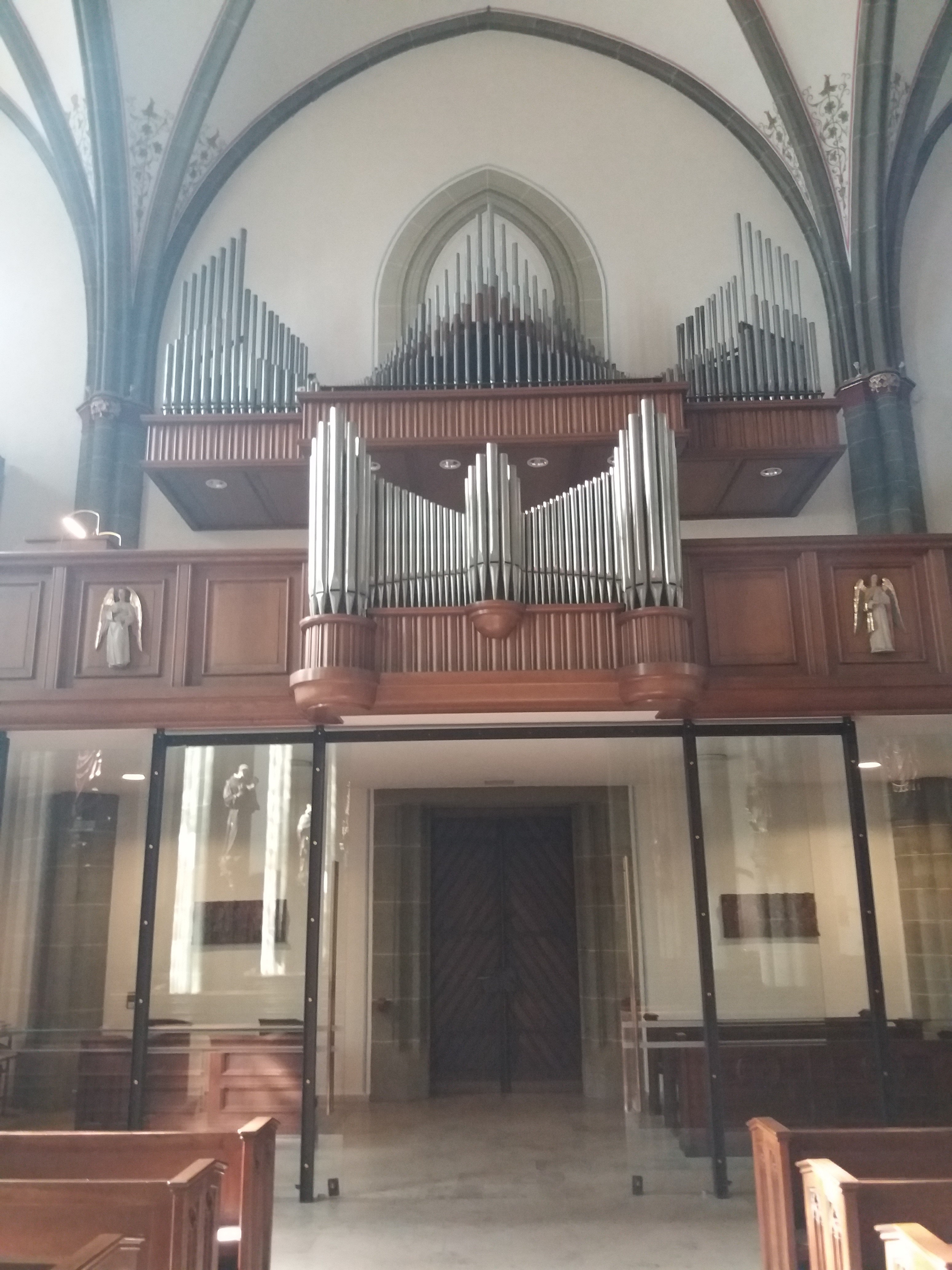
Blick auf die Orgel

Die große Orgel wurde 1964 von der Orgelwerkstatt Anton Feith aus Paderborn erbaut. Das Instrument hat 64 Register (4716 Pfeifen), verteilt auf vier Manualwerke und Pedal, und verteilt sich über die gesamte Rückwand der Kirche: Im Mittelschiff stehen das Hauptwerk und das Oberwerk sowie das Rückpositiv, in den Seitenschiffen sind das Schwellwerk und das Pedalwerk untergebracht.
| I Hauptwerk C–g3 |                   |         |
| 01.              | Prinzipal         | 16′     |
| 02.              | Prinzipal         | 08′     |
| 03.              | Gemshorn          | 08′     |
| 04.              | Gedeckt           | 08′     |
| 05.              | Quinte            | 05 1⁄3′ |
| 06.              | Oktave            | 04′     |
| 07.              | Koppelflöte       | 04′     |
| 08.              | Nasat             | 02 ⁄3′  |
| 09.              | Superoktave       | 02′     |
| 10.              | Rauschpfeife IV 0 |         |
| 11.              | Mixtur VI-VIII    |         |
| 12.              | Kornett III       |         |
| 13.              | Dulzian           | 16′     |
| 14.              | Trompete          | 08′     |
| 15.              | Zink              | 04′     |

| II Oberwerk C–g3 |                   |       |
| 16.              | Rohrquintade      | 8′    |
| 17.              | Spitzflöte        | 8′    |
| 18.              | Dulzflöte         | 8′    |
| 19.              | Singend Prinzipal | 4′    |
| 20.              | Blockflöte        | 4′    |
| 21.              | Nachthorn         | 2′    |
| 22.              | Gemsquinte        | 1 ⁄3′ |
| 23.              | Scharf III        |       |
| 24.              | Sesquialter II    |       |
| 35.              | Krummhorn         | 8′    |
| 26.              | Trichterregal     | 4′    |

| III Schwellwerk C–g3 |                       |         |
| 27.                  | Stillgedeckt          | 16′     |
| 28.                  | Italienisch Prinzipal | 08′     |
| 29.                  | Rohrflöte             | 08′     |
| 30.                  | Violflöte             | 08′     |
| 31.                  | Spitzgamba            | 08′     |
| 32.                  | Prästant              | 04′     |
| 33.                  | Zartflöte             | 04′     |
| 34.                  | Quintflöte            | 02 ⁄3′  |
| 35.                  | Schwiegel             | 02′     |
| 36.                  | Terzflöte             | 01 3⁄5′ |
| 37.                  | Sifflöte              | 01′     |
| 38.                  | Septime               | 01⁄7′   |
| 39.                  | Glockenton IV         |         |
| 40.                  | Mixtur V–VI           |         |
| 41.                  | Rankett               | 16′     |
| 42.                  | Oboe                  | 08′     |
| 43.                  | Kopftrompete          | 04′     |

| IV Rückpositiv C–g3 |                    |    |
| 44.                 | Lieblich Gedackt 0 | 8′ |
| 45.                 | Quintade           | 8′ |
| 46.                 | Weitprinzipal      | 4′ |
| 47.                 | Spitzflöte         | 4′ |
| 48.                 | Waldflöte          | 2′ |
| 49.                 | Quintzimbel III    |    |
| 50.                 | Vox humana         | 8′ |
|                     | Tremulant          |    |

| Pedal C–f1 |                   |         |
| 51.        | Prinzipalbass 0   | 16′     |
| 52.        | Subbass           | 16′     |
| 53.        | Zartbass          | 16′     |
| 54.        | Quintbass         | 10 2⁄3′ |
| 55.        | Oktavbass         | 08′     |
| 56.        | Gedacktbass       | 08′     |
| 57.        | Flötenbass        | 04′     |
| 58.        | Piffaro II        | 02′     |
| 59.        | Hintersatz IV     |         |
| 60.        | Kontrafagott      | 32′     |
| 61.        | Posaune           | 16′     |
| 62.        | Trompete          | 08′     |
| 63.        | Schalmey          | 04′     |
| 64.        | Singend Kornett 0 | 02′     |

### Glocken
Im Turm von St. Pankratius hängt ein sehr klangvolles Geläut, bestehend aus vier Bronzeglocken. Das Geläut stammt von der Glockengießerei Junker (Brilon) und wurde 1948 gegossen.
| Nr. | Name           | Durchmesser (mm) | Masse (kg) | Nominal | Inschrift, Anmerkungen |
| --- | -------------- | ---------------- | ---------- | ------- | --- |
| 1   | St. Petrus     | 1950             | 4.100      | gis0    | Auch Bürgerglocke genannt „Ich ward getauft auf den Namen Petrus zu Ehren des hohen Patrons der Stadt Warstein. Gezeichnet vor meinen Geschwistern durch Größe, ermahn’ ich die Bürger der Stadt immer wieder, treu zu sein Christus und seiner Kirche, wie die Ahnen es hielten in frommem Sinn, und in Eintracht fest zusammenzustehen zum Schütze des Rechtes und der Freiheit, zum wohlverstandenen Besten der Stadt.“ |
| 2   | St. Pankratius | 1650             | 2.500      | h0      | Auch Totenglocke genannt „Pankratius, unser Schutzpatron, bitt’ für uns an Gottes Thron, erfleh’ uns Tapferkeit und Tugend, sei stets der Schirmherr unserer Jugend.“ |
| 3   | St. Maria      | 1470             | 1.700      | cis1    | „Keine Weise kann zum Preise ihrer Hoheit würdig sein: Keine Zierde gleicht der Würde, die empfangen sie allein.“ |
| 4   | St. Agatha     | 1330             | 1.070      | e1      | „St. Agatha, an Ehren reich, uns’rer Stadt Dich hilfreich zeig. Halt ab die gift’gen Flammen von Leib, Seel’, Haus und Gut, beschütz’ uns all’ zusammen, durch Jesu Christi Blut.“ |